# Basiglio
Basiglio – miejscowość i gmina we Włoszech, w regionie Lombardia, w prowincji Mediolan.
Według danych na rok 2004 gminę zamieszkiwało 8249 osób, 1031,1 os./km².